# Centaurium quadrifolium
Centaurium quadrifolium es una planta Magnoliophyta, de clase Magnoliopsida, Gentianales, familia Gentianaceae.

## Descripción
Es una planta herbácea, glabra o algo papilosa, de 0,05-0,4 m, con tallo erecto simple o algo ramoso. Hojas basales en roseta, las caulinares más pequeñas, lineares y uninervadas. Flores con corto pedicelo, rosadas. agrupadas en inflorescencias corimbiformes laxas. Cáliz estrecho y alargado. Corola de color rosa-purpurescente, con tubo muy largo y lóbulos terminales oblongo-elípticos.

## Distribución y hábitat
En el Mediterráneo occidental. Pastizales heliófilos.  

## Taxonomía
Centaurium quadrifolium fue descrita por (L.) G. López & C.E.Jarvis y publicado en Anales del Jardín Botánico de Madrid 40: 342. 1983[1984].
Etimología
Centaurium: nombre genérico que recibe su nombre por el centauro mitológico Quirón (que también da nombre a la tribu a que pertenece, Chironieae), afamado como herbalista y médico, puesto que son empleadas desde la época clásica como tónicos para las afecciones estomacales y hepáticas.
quadrifolium: epíteto latino que significa "con cuatro hojas".
Sinonimia
- Centaurium linariifolium subsp. barrelieri  (Dufour) G. López
- Centaurium linariifolium subsp. gypsicola (Boiss. & Reuter) G. López
- Centaurium linariifolium (Lam.) G.Beck
- Centaurium triphyllum (W.L.E.Schmidt) Melderis
- Centaurium vulgare subsp. linariifolium (Lam.) P.Fourn.
- Erythraea barrelieri Dufour[4]
- Erythraea triphylla W.L.E.Schmidt
- Erythraea gypsicola Boiss. & Reut.
- Centaurium gypsicola (Boiss. & Reut.) Druce[5]

## Nombre común
- Castellano: centaura, centaurea, centaurea menor, hiel de la tierra, hierba amarga, hierba de la alegría, pericón, periquillo.[4]